# Threads
Atac nuclear (titlu original: Threads) este un film britanico-australian SF postapocaliptic de război de televiziune din 1984 regizat de Mick Jackson și scris de Barry Hine. Rolurile principale au fost interpretate de actorii Paul Vaughan, Karen Meagher și Reece Dinsdale. Este o coproducție BBC, Nine Network și Western-World Television Inc.
Filmul este o relatare dramatică a războiului nuclear și a efectelor acestuia în Marea Britanie, în special asupra orașului Sheffield din Nordul Angliei. Complotul se concentrează pe două familii, pe măsură ce izbucnește o confruntare între Statele Unite și Uniunea Sovietică. Pe măsură ce începe schimbul nuclear dintre NATO și Pactul de la Varșovia, filmul prezintă consecințele medicale, economice, sociale și de mediu ale războiului nuclear.
Filmat cu un buget de 400.000 de lire sterline, filmul a fost primul de acest gen care descrie o iarnă nucleară. A fost numit „un film care se apropie cel mai mult de a reprezenta toată oroarea războiului nuclear și a consecințelor acestuia, precum și impactul catastrofal pe care evenimentul l-ar avea asupra culturii umane.” A fost comparat cu filmul anterior câștigător al Premiului Oscar, The War Game, produs în Marea Britanie cu două decenii înainte și cu omologul său contemporan Ziua de după, un film de televiziune ABC din 1983 care descrie un scenariu similar în Statele Unite ale Americii. A fost nominalizat la șapte premii BAFTA în 1985 și a câștigat patru: pentru cel mai bun film dramatic, cele mai bune decoruri, cel mai bun cameraman de film și cel mai bun montaj.

## Prezentare
În orașul Sheffield, Ruth Beckett și Jimmy Kemp plănuiesc să se căsătorească după ce au aflat despre sarcina neplanificată a lui Ruth. Complotul servește ca o distragere a atenției spectatorului pe fundalul unei confruntări care se escaladează treptat în Iran. Uniunea Sovietică, temându-se de revenirea unui regim al șahului în urma unei presupuse lovituri de stat susținute de SUA, ocupă nordul Iranului, Statele Unite mobilizându-și ulterior propriile forțe și ocupând sudul, precum și creșterea prezenței sale navale în Golful Persic. SUA desfășoară apoi bombardiere B-52 Stratofortress în Turcia când află că Uniunea Sovietică a mutat focoase nucleare în Mașhad.
Armata britanică întărește forțele NATO în Europa de Vest, în urma știrilor despre concentrarea trupelor din Pactul de la Varșovia în Germania de Est. Președintele Statelor Unite încearcă să rezolve pașnic situația din Iran propunând liderului sovietic o retragere comună. Cu toate acestea, sovieticii ignoră ultimatumul, rezultând într-un atac convențional al bombardierelor americane asupra bazei sovietice de la Mașhad. Sovieticii ripostează cu o rachetă antiaeriană nucleară tactică, care, la rândul său, este contracarată cu detonarea unei arme nucleare tactice americane peste Mașhad. Un conflict naval are loc ulterior în Golful Persic, intensificând și mai mult tensiunile. Ca răspuns, SUA blochează Cuba și izbucnesc revolte antisovietice în orașele americane.
Vestea despre izbucnirea ostilităților dintre forțele americane și sovietice face oamenii din Marea Britanie să cumpere până la golirea magazinelor și să jefuiască în panică. Guvernul adoptă Legea privind competențele de urgență, iar autorităților locale li se acordă competențe de a suspenda funcțiile pe timp de pace și de a confisca proprietăți și materiale în scopuri de apărare civilă. Consiliul de urgență din Sheffield se întrunește într-un buncăr de sub Primăria Sheffield, deși membrii săi sunt foarte nepregătiți pentru rolurile lor de urgență și mulți nu ajung din cauza blocajelor pe drum sau din a dorinței de a rămâne cu familiile lor. Călătoriile sunt limitate doar la serviciile esențiale, guvernul preluând controlul asupra British Airways și asupra feribotului peste Canal pentru a ajuta la transportul trupelor în Europa.
La ora 8:30, joi, 26 mai, în Marea Britanie (naratorul precizează că ar fi 3:30 dimineața la Washington, DC; explicând astfel că răspunsul occidental va fi cel mai lent pe măsură ce președintele Statelor Unite și personalul său superior ar dormi), se transmite cod roșu de atac. Câteva minute mai târziu, are loc o explozie nucleară la mare altitudine peste Marea Nordului, care generează un impuls electromagnetic, dezactivând rețeaua electrică și paralizând comunicațiile în Marea Britanie și nord-vestul Europei. Un atac la sol lovește apoi ținte militare NATO, inclusiv RAF Finningley, la 17 mile de Sheffield. Ciuperca nucleară este văzută de la Sheffield, care ajunge în haos pe măsură ce undele de șoc ale exploziei distrug clădirile. Conflictul nuclear mondial escaladează, o altă rachetă cu un randament estimat la 1 megatonă lovind Viaductul Tinsley; această explozie continuă să devasteze Sheffield și să omoare mii de civili din oraș. Pe parcursul întregului și scurtului război nuclear dintre NATO și Pactul de la Varșovia, sunt detonate 3000 de megatone de arme nucleare, din care aproximativ 210 megatone sunt aruncate numai asupra Marii Britanii; două treimi din zonele rezidențiale ale Marii Britanii sunt distruse, ucigând nenumărate persoane care au supraviețuit detonărilor inițiale.
După o oră de la atac, vânturile au transportat precipitații dintr-o explozie de la Crewe peste Sheffield-ul aflat în ruine. Comunicațiile dintre autoritățile locale sunt restabilite, dar limitate. Incendiile sunt lăsate să ardă necontrolat, deoarece pericolul de precipitații radioactive este prea mare. Fumul focurilor acoperă complet soarele și începe o iarnă nucleară. O lună mai târziu, soldații își croiesc drum spre ceea ce a rămas din Primăria Sheffield, unde descoperă că membrii consiliului de urgență s-au sufocat de mult. Pedeapsa capitală este autorizată de Guvern, ale cărui încercări de a menține ordinea sunt în mare măsură ignorate de britanicii care au supraviețuit. Din moment ce banii nu mai servesc la nimic, mâncarea devine singura formă de monedă; acordată pentru muncă și reținută ca pedeapsă. Naratorul afirmă cruda ironie că, cu cât mor mai mulți oameni, cu atât mai multă mâncare rămâne. Mai multe persoane, inclusiv Ruth, fug în zona rurală Buxton, unde dă naștere fiicei sale. În anul următor, lumina soarelui revine dar razele ultraviolete sunt mai puternice din cauza deteriorării stratului de ozon, care la rândul său crește probabilitatea apariției cataractei și a cancerului. Cultivarea plantelor este slabă din cauza lipsei de îngrășăminte și echipamente.
Zece ani mai târziu, ceea ce a rămas din populația supraviețuitoare a Marii Britanii a scăzut la un nivel medieval de 4 până la 11 milioane de oameni și a început o nouă epocă întunecată. Supraviețuitorii lucrează la cultivarea recoltelor, iar copiii născuți după război vorbesc o formă stricată și prescurtată de engleză. Industria începe să revină cu energie electrică limitată și tehnologie alimentată cu abur, dar populația continuă să trăiască într-o mizerie barbară. Ruth moare în pat, lângă fiica ei indiferentă, Jane, în vârstă de 10 ani. La trei ani de la moartea lui Ruth, Jane și doi băieți sunt prinși furând mâncare. Unul dintre băieți este ucis, iar Jane și celălalt băiat se angajează într-o luptă fizică care nu este prezentată în imagini. Luni mai târziu, Jane dă naștere într-un spital improvizat, iar filmul se termină într-un cadru înghețat în timp ce țipă la vederea bebelușului ei desfigurat și fără viață.

## Distribuție
- Paul Vaughan - Narator
- Karen Meagher - Ruth Beckett
- Reece Dinsdale - Jimmy Kemp
- David Brierley - domnul Bill Kemp
- Rita May - doamna Rita Kemp
- Nicholas Lane - Michael Kemp
- Jane Hazlegrove - Alison Kemp
- Phil Rose - Doctor Talbot
- Henry Moxon - Domnul Beckett
- June Broughton - doamna Beckett
- Sylvia Stoker - Bunica Beckett
- Harry Beety - Clive J. Sutton (controller)
- Ruth Holden - Marjorie Sutton
- Ashley Barker - Bob
- Michael O'Hagan - Superintendentul șef Hirst
- Phil Askham - Domnul Stothard
- Anna Seymour - doamna Stothard
- Fiona Rook - Carol Stothard
- Steve Halliwell - Ofițer de informații
- Joe Holmes - Domnul Langley
- Victoria O'Keefe - Jane
- Lesley Judd - reporter TV
- Lee Daley - Spike
- Marcus Lund - Gaz
- Ian Parkinson și Tony Grant - Crainici de radio

## Producție
Intenția noastră în realizarea [filmului] Threads a fost de a ne îndepărta de politică și – sper eu că în mod convingător – să arătăm efectele reale de ambele părți atunci când cele mai mari eforturi ale noastre de a preveni războiul nuclear eșuează.
Threads a fost comandat pentru prima dată (sub titlul de lucru Beyond Armageddon) de către directorul general de la BBC Alasdair Milne, după ce a vizionat drama-documentarul The War Game din 1966, care nu a fost difuzat la BBC când a fost realizat, din cauza  presiunilor guvernului Wilson, deși a avut o lansare limitată în cinematografe. Mick Jackson a fost angajat să regizeze filmul, deoarece a lucrat anterior în zona apocalipsei nucleare în 1982, când a produs documentarul BBC din seria Q.E.D., A Guide to Armageddon. Acest lucru a fost considerat o mare descoperire la acea vreme, având în vedere interzicerea anterioară a The War Game, despre care personalul BBC credea că ar fi dus la sinucideri în masă dacă ar fi fost difuzat. Jackson a călătorit ulterior în Marea Britanie și SUA, consultând oameni de știință importanți, psihologi, medici, specialiști în apărare și experți strategici pentru a crea cea mai realistă descriere a războiului nuclear posibil pentru următorul său film. Jackson a consultat diverse surse în cercetările sale, inclusiv articolul din revista Science din 1983 Nuclear Winter: Global Consequences of Multiple Nuclear Explosions, scris de Carl Sagan și James B. Pollack. Detaliile unui posibil scenariu de atac și amploarea pagubelor au fost derivate din Doomsday, Britain after Nuclear Attack (Ziua Judecății, Marea Britanie după Atacul Nuclear, 1983), în timp ce planurile ineficiente de după război ale guvernului Regatului Unit au provenit din expunerea din 1982 a jurnalistului Duncan Campbell, War Plan UK. În prezentarea daunelor psihologice suferite de supraviețuitori, Jackson s-a inspirat din comportamentul persoanelor Hibakusha și din cartea lui Magnus Clarke din 1982, Nuclear Destruction of Britain. Sheffield a fost ales ca loc principal de filmări, parțial din cauza politicii sale de „zonă non-nucleară”, astfel consiliul local a ajuns să simpatizeze cu filmările locale și parțial pentru că părea probabil ca URSS să lovească un oraș industrial din centrul țării.
Jackson l-a angajat pe Barry Hines să scrie scenariul din cauza conștientizării sale politice. Relația dintre cei doi a fost tensionată de mai multe ori, deoarece Hines și-a petrecut mult timp pe platourile de filmare și se pare că nu-i plăcea de Jackson din cauza educației sale din clasa de mijloc. De asemenea, nu au fost de acord cu narațiunea lui Paul Vaughan, despre care Hines a considerat că era dăunătoare dramei. Ca parte a cercetării lor, cei doi au petrecut o săptămână la centrul de instruire al Ministerului de Interne de „supraviețuitori oficiali” din Easingwold, ceea ce, potrivit lui Hines, a arătat doar „cât de dezorganizată ar fi [reconstrucția după războiul nuclear]”.
Audițiile au fost anunțate în The Star și au avut loc în sala de bal a Primăriei sin Sheffield, unde s-au prezentat 1.100 de candidați. Figuranții au fost aleși pe baza înălțimii și vârstei și tuturor li s-a spus că trebuie să arate „mizerabil” și să poarte haine zdrențuite; majoritatea erau susținători en:CND. Machiajul figuranților care au interpretat victimele arsurilor de gradul trei a fost realizat cu cereale Rice Krispies și ketchup de roșii. Scenele care au avut loc la șase săptămâni după atac au fost filmate la Curbar Edge din Parcul Național Peak District; deoarece condițiile meteorologice erau considerate suficient de realistice pentru a fi interpretate ca o iarnă nucleară, zăpada din scenă a trebuit să fie împrăștiată în jurul stâncilor, iar cameramanii au instalat filtre de lumină pe echipamentele lor pentru a bloca lumina soarelui. Deși Jackson s-a gândit inițial să distribuie actori din serialul Coronation Street produs de Televiziunea Granada, mai târziu a decis să adopte o abordare neorealistă și a optat pentru actori relativ necunoscuți pentru a spori impactul filmului prin utilizarea personajelor cu care publicul se putea relaționa.
Pentru ca groaza din Threads să fie reală, Jackson a făcut eforturi pentru ca unele lucruri să fie nevăzute: „să lase imaginile și emoțiile să se întâmple în mintea oamenilor, sau mai degrabă în extensiile imaginației lor.” El și-a amintit mai târziu că, în timp ce producțiile BBC erau de obicei urmate de apeluri telefonice de felicitări de la prieteni sau colegi imediat după difuzare, astfel de apeluri nu au venit după prima transmisie a filmului Threads. Mai târziu, Jackson „și-a dat seama... că oamenii pur și simplu cădeau pe gânduri, în multe cazuri nu dormeau sau nu puteau vorbi”. El a declarat că Ronald Reagan a vizionat filmul când a fost transmis în SUA.[11] Împreună cu Hines, Jackson a primit și o scrisoare de laudă de la liderul laburist Neil Kinnock, în care afirmă că „pericolele complezenței sunt mult mai mari decât orice riscuri ale cunoașterii”.

## Istoricul difuzării și lansărilor
Threads lasă asupra spectatorului o impresie deosebit de puternică: acesta devine îngrozit, fascinat, amorțit, provocat, agitat, neliniștit. Puterea sa poate fi efectul oscilației între formă și conținut care este atât de puternic ponderat către polul conținutului - în acest caz, acea amenințare a distrugerii nucleare care nu poate să nu se simtă „reală” - astfel încât să nu ne putem relaxa considerând Threads „doar” un film.
Threads a fost o coproducție între BBC, Nine Network și Western-World Television, Inc. A fost difuzat pentru prima dată pe BBC Two pe 23 septembrie 1984 la ora 21:30 și a avut cel mai multe vizualizări ale canalului (6,9 milioane telespectatori) în aceea săptămână. A fost retransmis de BBC One la 1 august 1985 ca parte a unei săptămâni de programe care au marcat cea de-a 40-a aniversare a bombardamentelor atomice de la Hiroshima și Nagasaki, săptămână în care a avut loc prima transmisie de televiziune a filmului The War Game (care a fost considerat anterior prea deprimant pentru televiziune în cei 20 de ani de când a fost produs). Threads nu a mai fost difuzat pe canalele britanice până când canalul digital BBC Four l-a difuzat în octombrie 2003. A fost difuzat și la UKTV Documentary în septembrie 2004 și a fost retransmis în aprilie 2005.
Threads a fost difuzat în Statele Unite în rețeaua de cablu Superstation TBS la 13 ianuarie 1985, cu Ted Turner prezentând o introducere a filmului. După film a urmat în program o discuție pe tema războiului nuclear. De asemenea, a fost redifuzat de posturile comerciale locale și, mai târziu, de mai multe stații PBS. În Canada, Threads a fost transmis de Citytv în Toronto, CKVU în Vancouver și CKND în Winnipeg, în timp ce în Australia a fost difuzat pe Nine Network la 19 iunie 1985. În mod neobișnuit pentru o rețea comercială, a fost difuzat fără pauze publicitare; de asemenea multe rețele comerciale din Statele Unite și Canada care au difuzat filmul au făcut-o fără pauză de publicitate sau cu întreruperi scurte pentru anunțuri sau promoții. În ianuarie 2018, jurnalista Julie McDowall a organizat o campanie de cerere de vizionare a filmului, încurajând publicul să-și împărtășească reacțiile pe Twitter sub hashtag-ul #threadread, pentru a cere BBC să retransmită filmul pentru prima dată după 2003.
BritBox, serviciul britanic TV de streaming, a pus la dispoziție pentru scurt timp Threads pentru difuzare în februarie 2022 și a anunțat această disponibilitate pe Twitter; dar atât tweet-ul anunțului, cât și filmul în sine au fost eliminate la scurt timp după aceea. Lansarea a venit pe fondul escaladării continue a crizei ruso-ucrainene din 2021-2022 și a temerilor ulterioare a unui război mondial între Est și Vest, ceea ce a dus la acuzații de proastă sincronizare a serviciului de streaming BritBox.